# أتلتيكو مدريد موسم 2010–11
كان موسم 2010–11 هو الموسم الـ105 في تاريخ أتلتيكو مدريد والموسم الـ74 في الدوري الإسباني، الدرجة الأولى لكرة القدم الإسبانية. وهي تغطي الفترة من 1 يوليو 2010 إلى 30 يونيو 2011.
تنافس أتلتيكو مدريد على لقبه العاشر في الدوري الإسباني وشارك في الدوري الأوروبي كحامل للقب، ودخل مرحلة المجموعات بسبب احتلاله المركز السابع في الدوري الإسباني 2010–11. كما دخلوا بطولة كأس ملك إسبانيا في الدور ربع النهائي، حيث خرجوا على يد الفائز في النهاية ريال مدريد.
كان هذا الموسم هو الأول منذ موسم 2003–04 بدون بابلو إيبانيز الذي رحل إلى نادي وست بروميتش ألبيون الإنجليزي.